# Tetratriakontan
Tetratriakontan (CH3(CH2)32CH3) (sumární vzorec C34H70) je uhlovodík patřící mezi alkany, má 34 uhlíkových atomů v molekule.